# Prochoerodes
Prochoerodes là một chi bướm đêm thuộc họ Geometridae.

## Các loài
- Prochoerodes accentuata
- Prochoerodes amplicineraria
- Prochoerodes artemon
- Prochoerodes completaria
- Prochoerodes costipunctaria
- Prochoerodes cristata
- Prochoerodes exiliata
- Prochoerodes flexilinea
- Prochoerodes fleximargo
- Prochoerodes forficaria
- Prochoerodes gibbosa
- Prochoerodes lineola
- Prochoerodes marciana
- Prochoerodes martina
- Prochoerodes nonangulata
- Prochoerodes olivata
- Prochoerodes onustaria
- Prochoerodes pilosa
- Prochoerodes striata
- Prochoerodes tetragonata
- Prochoerodes transpectans
- Prochoerodes transtincta
- Prochoerodes transversata
- Prochoerodes truxaliata